# 555 Norma
Norma (asteroide 555) é um asteroide da cintura principal com um diâmetro de 40,11 quilómetros, a 2,6837373 UA. Possui uma excentricidade de 0,1567611 e um período orbital de 2 073,83 dias (5,68 anos).
Norma tem uma velocidade orbital média de 16,69544766 km/s e uma inclinação de 2,63681º.
Este asteroide foi descoberto em 14 de Janeiro de 1905 por Max Wolf.